# قلعة مرغ
قلعة مرغ هي قرية في مقاطعة تيران وكرون، إيران. في تعداد عام 2006، لوحظ وجودها، ولكن لم يتم الإبلاغ عن سكانها.